# Adrian Carambula
Adrian Ignacio Carambula Raurich (* 16. März 1988 in Montevideo, Uruguay) ist ein italienischer Beachvolleyballspieler.

## Karriere
Der in Uruguay geborene und aufgewachsene Carambula spielte in seiner Jugend zunächst Fußball (u. a. mit Luis Suárez), bevor er als 13-Jähriger mit seinen Eltern nach Florida auswanderte. Nach einer Leistenverletzung begann er dort mit dem Beachvolleyball und spielte seit 2007 mit verschiedenen Partnern auf der AVP-Tour und anderen US-amerikanischen Turnieren. Carambula gewann viermal ein Turnier bei der Serie AVP Young Guns, u. a. an der Seite des Briten Steven Grotowski, mit dem er bis 2012 ein Duo bildete. 2013 und 2014 war Stafford Slick sein Partner auf der AVP-Tour.
Wegen einer italienischen Großmutter ist Carambula für Italien spielberechtigt und trat seit 2015 mit Alex Ranghieri auf der FIVB World Tour an. Beim Poreč Major belegten Carambula/Ranghieri den dritten Platz. Bei der Europameisterschaft in Klagenfurt verloren sie erst im Finale und gewannen damit die silberne Auszeichnung. Ende 2015 gewannen sie das Antalya Open und Anfang 2016 das Doha Open auf der World Tour, auf der sie noch mehrere weitere Top-Ten-Resultate erzielen konnten. Bei den Olympischen Spielen in Rio de Janeiro belegten Carambula/Ranghieri ebenso wie beim World Tour Final in Toronto Platz neun. Nach einigen schwächeren Ergebnissen auf der World Tour 2017, einem 17. Platz bei der Weltmeisterschaft in Wien und einem fünften Platz bei der Europameisterschaft in Jūrmala trennten sich die beiden.
Carambula spielte auf der World Tour 2018 ohne größere Erfolge mit Pasquale Gabriele. Von 2019 bis 2022 war Enrico Rossi sein Partner. Bei der Weltmeisterschaft 2019 in Hamburg wurden Carambula/Rossi Fünfte. Bei den Olympischen Spielen 2021 in Tokio schieden sie sieglos nach der Vorrunde aus. Bei der Beachvolleyball-Weltmeisterschaft in der Hauptstadt ihres Heimatlandes wurden sie in Pool A gelost. Sie gewannen alle drei Gruppenspiele, verloren aber anschließend ihre erste Hauptrundenbegegnung gegen die Chilenen Esteban und Marco Grimalt und belegten damit den geteilten siebzehnten Platz in der Endabrechnung dieser Veranstaltung. Ähnlich erging es den beiden italienischen Athleten bei der EM in München. Nach zwei Siegen in der Gruppe G verloren sie im Achtelfinale gegen das spanische Duo Pablo Herrera und Adrián Gavira und wurden somit Neunte.
Seit November 2022 spielte Carambula wieder mit seinem ehemaligen Partner Alex Ranghieri. Im australischen Torquay wurden die beiden beim Challenge-Turnier Zweite und beim anschließenden Elite16-Turnier Dritte. 2023 wurden sie Fünfte bei den Pro Tour Finals 2022 sowie bei den Elite16 in Tepic, Ostrava und Gstaad. Noch besser lief es bei gleichwertigen Wettbewerben in Doha und Montreal. Dort sicherten sich die Italiener jeweils die Bronzemedaille. Die Europameisterschaften beendeten sie ebenso wie die WM und das Tourfinale auf dem geteilten neunten Platz. Beste Resultate der World Tour 2024 waren Achtelfinaleinzüge bei Challenger-Events in Guadalajara und Stare Jablonki. In den Hauptwettbewerb eines Elite16 schafften sie es nur in Tepic. Dort wurden sie allerdings Letzte in ihrem Pool. Bei den Olympischen Spielen schieden sie nach den Gruppenspielen trotz der gewonnenen Begegnung gegen die Tabellenzweiten durch den schlechtesten Ballpunktequotient der drei sieggleichen Kontrahenten als Poolvierte aus. Anschließend wurden sie Dritte bei den italienischen Meisterschaften. 
Im August 2024 gab Carambula sein Karriereende bekannt.